# Ode
Die Ode (über lateinisch ode aus altgriechisch ᾠδή ōdḗ, wörtlich „[der] Gesang“ oder „[das] Lied“) ist ein Lied oder ein Liedtext.

## Antike Oden

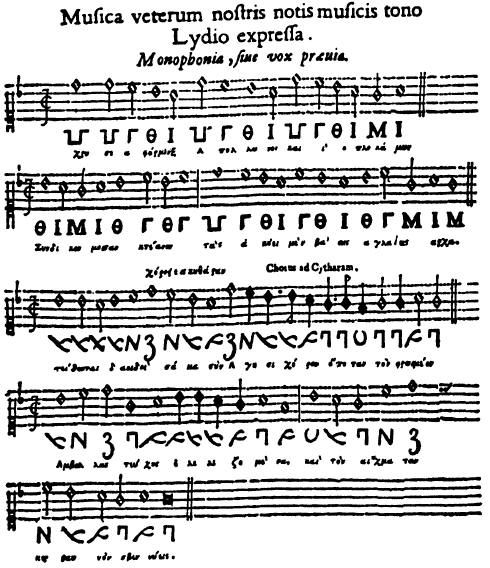
Angebliche originale Vertonung einer Ode durch Pindar, in Athanasius Kircher, Musurgia universalis, 1650

In der griechischen Antike wurde ein Gesang, der zu einem begleitenden Musikinstrument vorgetragen wurde, als Ode bezeichnet, auch eine Monodie oder ein Chorlied. Später wurden die Texte manchmal auch rezitiert statt gesungen.
Höhepunkte sind die Oden des Pindar, die er auch selbst vertonte.
Der bedeutendste Autor lateinischer Oden war Horaz.

## Biblische Oden
Um 130 n. Chr. entstanden 142 Gesänge in syrischer Sprache, die als Oden Salomos in einigen biblischen Handschriften erscheinen.
Seit dem 5. Jahrhundert ist eine Sammlung von 14 Oden (Gesängen) aus verschiedenen Büchern des Alten und Neuen Testaments als Anhang in manchen griechischen Psaltern enthalten.

## Oden in der Liturgie

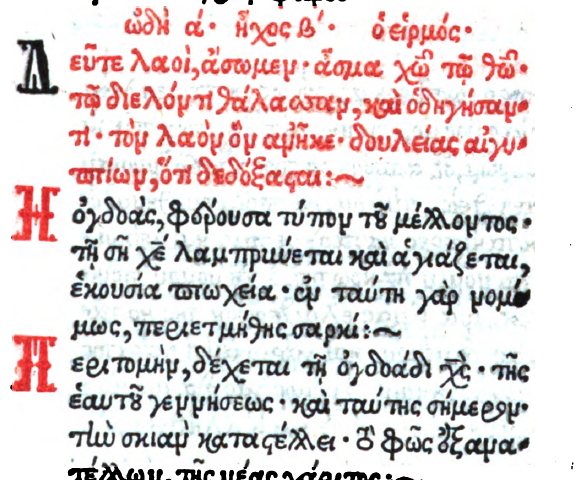
Erste Ode des orthodoxen Kanons, Griechisches Menäon, Venedig, 1552

Neun Oden als hymnische Gesänge bilden die Grundlage für den Kanon in der Liturgie der orthodoxen Kirchen.

## Literarische Oden in der Neuzeit
Seit dem 16. Jahrhundert werden in der europäischen Literatur des Humanismus und des Barock besonders erhabene Gedichtformen als Ode bezeichnet, wobei stets Bezug auf antike Oden genommen wurde.
Bekannte Beispiele:
- Friedrich Gottlieb Klopstock: Oden von Klopstock, 1750, Oden und Elegien, 1771, Oden, 1771 (Digitalisat und Volltext im Deutschen Textarchiv), Oden und Lieder beym Clavier zu Singen, 1776, Oden zur französischen Revolution, 1790–99
- Johann Wolfgang von Goethe: Das Göttliche
- Friedrich Schiller: An die Freude, 1785
- Friedrich Hölderlin: An die Parzen, 1799, Gesang des Deutschen, Lebenslauf, Abendphantasie, Heidelberg
- John Keats: Ode to a Nightingale (Volltext), 1819, und Ode on a Grecian Urn, 1816 (Volltext)
- Percy B. Shelley: Ode to the West Wind, 1819 (Volltext)
- Victor Hugo: Ode sur la mort du duc de Berry, 1829?
- Adam Mickiewicz Oda do Młodości (Ode an die Jugend) (Volltext (polnisch))

## Oden in der Komposition
Es entstanden auch Vertonungen von Oden, z. B.:
- Hans Judenkönig: Maecenas stauis, Diffugere niues und andere  Oden in Utilis et compendiaria introductio, 1523[2]
- diverse Cäcilienoden, darunter:
  - Henry Purcell: Welcome to all the pleasures – Ode for St Cecilia’s Day. 1683
  - Georg Friedrich Händel: Ode for St. Cecilia's Day, 1739
- Georg Philipp Telemann: Donner-Ode, Oratorium nach Psalm 8 und 29, 1755/56
- Ludwig van Beethoven: Schlusssatz der 9. Sinfonie (auch als Ode an die Freude bezeichnet), nach F. Schillers An die Freude
- Arnold Schönberg: Ode to Napoleon Buonaparte, 1942